# Olympischer Rekord
Als olympischer Rekord (OR) werden Bestleistungen in objektiv messbaren Sportarten bezeichnet, die bei den Olympischen Spielen erzielt werden. 
Sollte sich herausstellen, dass ein Rekord mit unlauteren Mitteln (Doping, Betrug etc.) erzielt wurde, wird dieser von der Liste der Rekorde gestrichen. Ebenfalls wird die Rekordliste aktualisiert, wenn ein Sportgerät verändert wird. So wurde der Schwerpunkt des Speers beim Speerwurf des Häufigeren verändert, da die Gefahr bestand, dass der alte Speer zu weit fliegen könnte. Ein anderes Beispiel ist der Zehnkampf, hier werden regelmäßig die Listen der Punktverteilung der einzelnen Disziplinen verändert. Die Rekordliste wurde daraufhin neu begonnen, die alten Rekorde verloren ihre Gültigkeit. Wird während der Olympischen Spiele ein Weltrekord erzielt, gilt er auch gleichzeitig als olympischer Rekord.